# Liste der Straßennamen von Landensberg
Die Liste der Straßennamen von Landensberg listet alle Straßennamen von Landensberg und Glöttweng auf.

## Liste geordnet nach den Orten
In dieser Liste werden die Straßennamen den einzelnen Orten zugeordnet und kurz erklärt.

### Landensberg
| Straßenname                       | |
| --------------------------------- | --- |
| Am Weiherbach                     | benannt nach dem am Ort vorbeifließenden Weiherbach |
| Am Weiherhof                      | benannt nach dem am Ort vorbeifließenden Weiherbach |
| An der Halde                      | benannt nach dem Ort, an dem in früherer Zeit der Abfall des Dorfes entsorgt wurde                                                                                   |
| Augsburger Straße                 | benannt nach der Stadt Augsburg, in die die Verlängerung der Straße führt (B 10, verläuft teilweise auf derselben Trasse wie die alte Römerstraße Augsburg-Günzburg) |
| Bachbergstraße                    | benannt nach dem "Bachberg" nordwestlich des Ortes, auf dem sich ein mittelalterlicher Burgstall befindet (→ siehe auch: Liste der Bodendenkmäler in Landensberg)    |
| Baiershofer Straße                | benannt nach dem Dorf Baiershofen (Gemeinde Altenmünster; Landkreis Augsburg), in das die Verlängerung dieses Weges führt                                            |
| Bergstraße                        | |
| Bürgermeister-Josef-Schmid-Straße | |
| Hauptstraße                       | Hauptstraße des Ortes (Kreisstraße GZ 24) |
| Kirchweg                          | führt zur Kirche von Landensberg |
| Lagerhausstraße                   | benannt nach dem Lagerhaus des Ortes |
| Ortsstraße                        | Straße, die durch die um 1300 planmäßig angelegte Rodungssiedlung führt (→ siehe auch: Liste der Baudenkmäler in Landensberg)                                        |
| Weiherweg                         | benannt nach dem am Ort vorbeifließenden Weiherbach |

### Glöttweng
| Straßenname       | |
| ----------------- | --- |
| Am Felde          | benannt nach den westlich an den Ort anschließenden Feldern |
| Augsburger Straße | benannt nach der Stadt Augsburg, in die die Verlängerung der Straße führt (B 10, verläuft teilweise auf derselben Trasse wie die alte Römerstraße Augsburg-Günzburg) |
| Dorfstraße        | Hauptstraße des Dorfes |
| Fendtgäßchen      | |
| Flurweg           | benannt nach den westlich an den Ort anschließenden Feldern |
| Glöttstraße       | benannt nach dem am Ort vorbeifließenden Flüsschen Glött |
| Höllgasse         | benannt nach dem südsüdöstlich des Dorfes gelegenen "Höllberg" |
| Mühlweg           | benannt nach der ehemaligen Glöttwenger Mühle an der Glött |
| Zur Hühle         | benannt nach dem ehemaligen Dorfweiher, der Hüle |

## Alphabetische Liste
In Klammern ist der Ort angegeben, in dem die Straße ist.
| - Am Felde (Glöttweng) - Am Weiherbach (Landensberg) - Am Weiherhof (Landensberg) - An der Halde (Landensberg) - Augsburger Straße (Landensberg und Glöttweng) - Bachbergstraße (Landensberg) - Baiershofer Straße (Landensberg) - Bergstraße (Landensberg) - Bürgermeister-Josef-Schmid-Straße (Landensberg) - Dorfstraße (Glöttweng) - Fendtgäßchen (Glöttweng) - Flurweg (Glöttweng) | - Glöttstraße (Glöttweng) - Hauptstraße (Landensberg) - Höllgasse (Glöttweng) - Kirchweg (Landensberg) - Lagerhausstraße (Landensberg) - Mühlweg (Glöttweng) - Ortsstraße (Landensberg) - Weiherweg (Landensberg) - Zur Hühle (Glöttweng) |

| ↑ Zurück zum Inhaltsverzeichnis |